# Koziołek Matołek

Koziołek Matołek

Koziołek Matołek (Țapul Matołek) este un personaj fictiv creat de Kornel Makuszyński (poveste) și Marian Walentynowicz (desen), fiind unul dintre primele și cele mai renumite personaje din benzile desenate poloneze.
Makuszyński și Walentynowicz au creat patru cărți: "120 przygód Koziołka Matołka", "Druga księga przygód Koziołka Matołka", "Trzecia księga przygód Koziołka Matołka" și "Czwarta księga przygód Koziołka Matołka".